# Grass Valley (Califórnia)
Grass Valley é uma cidade localizada no estado norte-americano da Califórnia, no condado de Nevada. Foi incorporada em 13 de março de 1893.

## Geografia
De acordo com o United States Census Bureau, a cidade tem uma área de 12,3 km², onde todos os 12,3 km² estão cobertos por terra.

## Demografia

### Censo 2010
Segundo o censo nacional de 2010, a sua população é de 12 860 habitantes e sua densidade populacional é de 1 047,53 hab/km². É a cidade mais densamente povoada do condado de Nevada e também a que mais cresceu em 10 anos. Possui 6 637 residências, que resulta em uma densidade de 540,62 residências/km².

### Censo 2000
Dados do censo nacional de 2000
- Caucasianos: 91.91%
- Ameríndios: 1.34%
- Asiáticos: 1.05%
- Afro-americanos: 0.27%
- Das ilhas do Pacífico: 0.07%
- Outras etnias: 5.36%

### Figuras públicas de Grass Valley
- John Christopher Stevens ... Advogado e Diplomata Americano, Embaixador dos Estados Unidos na Líbia
- Josiah Royce ... filósofo
- Jeremy Sisto ... actor
- Chris Senn ... skatista profissional
- Hunter Burgan ... baixista dos "AFI"